# 20302 Кевінванг
20302 Кевінванг (20302 Kevinwang) — астероїд головного поясу, відкритий 31 березня 1998 року.
Тіссеранів параметр щодо Юпітера — 3,541.